# Ménil-la-Tour
Ménil-la-Tour è un comune francese di 310 abitanti situato nel dipartimento della Meurthe e Mosella nella regione del Grand Est.

## Società

### Evoluzione demografica
Abitanti censiti